# Dominique de Vico
Domingo de Vico, (en espagnol : Domingo de Vico) né en 1485 ou 1519 (Úbeda, Royaume de Castille[réf. nécessaire]) et décédé martyr en 1555 dans l'actuel Département d'Alta Verapaz, au Guatemala), est un prêtre dominicain espagnol missionnaire.

## Biographie
On sait peu de choses sur sa jeunesse si ce n'est qu'il entra chez les dominicains en Andalousie et qu'il fit sa formation de base à Salamanque En 1544 il embarque avec plusieurs autres dominicains dont Bartolomé de las Casas pour les missions américaines. Arrivé en Nouvelle-Espagne, il est chargé de l'évangélisation des Lakandon et des Acala Ch'ol, ce qui le conduit à se rendre dans des zones alors non réellement conquises par les Espagnols. Pour ce faire, il apprend la langue Ch'ol. Il meurt assassiné avec son confrère Andrés López, alors qu'il vivait au milieu des Indiens Acala.
Sa bonne connaissance des langues locales font que l'évêque du Guatemala, Francisco Marroquín, lui demande d'écrire un rapport sur les pratiques et croyances religieuses des indigènes. Il s'exécute et ajoute à l'ouvrage des instructions sur la façon d'utiliser les croyances indigènes dans les sermons. Ce rapport est intitulé: Tratado de ídolos (Traitement des idoles). De Dominique de Vico ont été aussi conservés un traité théologique (Theologia Indorum), un dictionnaire de la langue Kaqchikel, des poèmes religieux en Kaqchikel.